# Daniel Toribio Gutiérrez
Daniel Toribio Gutiérrez (Gerona, Cataluña, 5 de octubre de 1988) es un futbolista español que juega de centrocampista y milita en el F. C. Santa Coloma de la Primera División de Andorra.

## Trayectoria
Formado en la cantera del F. C. Barcelona consiguió alcanzar el F. C. Barcelona "B" donde permaneció una temporada. Jugó un partido con el primer equipo el 5 de septiembre de 2007 ante el Girona F. C. en la Copa Cataluña.
La temporada 2008-09 recaló en el Terrassa F. C. convirtiéndose en una de las grandes revelaciones de la 2.ª B y llamando la atención de clubes de categorías superiores. Finalmente fichó por el Málaga C. F. Tras permanecer en la plantilla boquerona una temporada, salió cedido a la S. D. Ponferradina donde debutó en Segunda División. Desvinculado ya del Málaga C. F., fichó en la temporada 2011-12 por el Villarreal C. F. "B" donde tras una temporada pasó a ser miembro del Villarreal C. F. en su regreso a la Segunda División.
En el mercado de invierno, tras disputar solo cinco partidos, abandonó el submarino amarillo y recaló en el Real Murcia C. F. El descenso administrativo del Murcia le llevó a abandonar el equipo y recalar en el Deportivo Alavés. En el equipo albiazul estuvo una temporada, rechazando la oferta de renovación y recalando en la A. D. Alcorcón, donde permaneció cuatro temporadas. En agosto de 2019 llegó cedido por el conjunto madrileño al Racing de Santander.
El 22 de septiembre de 2020 firmó por dos temporadas con el Extremadura U. D. Abandonó el equipo al empezar el año 2022 como consecuencia de los problemas económicos que este tenía. Días después se unió al Club Lleida Esportiu antes de poner rumbo a Andorra para jugar en el F. C. Santa Coloma.

## Clubes
| Club                         | País    | Año       |
| ---------------------------- | ------- | --------- |
| F. C. Barcelona "B"          | España  | 2007-2008 |
| Terrassa F. C.               | España  | 2008-2009 |
| Málaga C. F.                 | España  | 2009-2011 |
| S. D. Ponferradina (cesión)  | España  | 2010-2011 |
| Villarreal C. F. "B"         | España  | 2011-2012 |
| Villarreal C. F.             | España  | 2012      |
| Real Murcia C. F.            | España  | 2013-2014 |
| Deportivo Alavés             | España  | 2014-2015 |
| A. D. Alcorcón               | España  | 2015-2020 |
| Racing de Santander (cesión) | España  | 2019-2020 |
| Extremadura U. D.            | España  | 2020-2022 |
| Club Lleida Esportiu         | España  | 2022      |
| F. C. Santa Coloma           | Andorra | 2022-     |